# Tata Power
Tata Power Company — индийская энергетическая компания. Входит в состав Tata Group, основана в сентябре 1919 года. Штаб-квартира находится в Мумбаи.

## История
Первая гидроэлектростанция компании (и вторая в стране) мощностью 40 МВт начала работу в 1915 году; в 1922 году была построена вторая, а в 1927 году третья гидроэлектростанция. В 1956 году была открыта первая тепловая электростанция компании. В 2000 году в состав Tata Power вошли две другие энергетические компании Индии: The Tata Hydro-Electric Co. Ltd. и The Andhra Valley Power Supply Co. Ltd. В 2003 году совместно с Power Grid Corporation of India началось строительство линии электропередач из Бутана в Дели длиной 1200 км. В 2016 году компанией была открыта гидроэлектростанция в Замбии близ города Итежи-Тежи мощностью 120 МВт. Также в 2016 году была куплена компания Welspun Renewables Energy, индийский оператор солнечных электростанций.

## Деятельность
По состоянию на 2021/22 финансовый год компания обеспечивала электроэнергией 12,3 млн клиентов; установленная мощность её генераторов составляла 13,5 ГВт, из них 8,9 ГВт — тепловые электростанции, 2,5 ГВт — солнечные электростанции, 932 МВт — ветряная электростанции, 880 МВт — гидроэлектростанции, 375 МВт — мусоросжигательные и на биомассе. Компания присутствует в 19 штатах Индии, ключевыми являются Гуджарат (4,8 ГВт), Уттар-Прадеш (2,1 ГВт), Махараштра (2,0 ГВт), Джаркханд (1,7 ГВт). Сеть зарядных станций для электромобилей насчитывала более 2200 точек в 352 городах Индии.
Зарубежная деятельность включает гидроэлектростанции в Грузии (187 МВт), Бутане (126 МВт), Замбии (120 МВт), тепловую электростанцию на 54 МВт в Индонезии; также в Индонезии компания ведёт добычу угля.